# Бантир (станция)
Бантир — железнодорожная станция, открытая 16 апреля 1853 года и обеспечивающая транспортной связью одноимённую деревню в графстве Корк, Республика Ирландия. 2 сентября 1976 года на станции прекращено формирование товарных составов.